# La Labor, Guanajuato
La Labor är en ort i Mexiko.   Den ligger i kommunen Apaseo el Grande och delstaten Guanajuato, i den centrala delen av landet, 200 km nordväst om huvudstaden Mexico City. La Labor ligger 1 771 meter över havet och antalet invånare är 1 579.
Terrängen runt La Labor är varierad. Runt La Labor är det ganska tätbefolkat, med 207 invånare per kvadratkilometer. Närmaste större samhälle är Celaya, 11,9 km väster om La Labor. Trakten runt La Labor består till största delen av jordbruksmark.